# Filmjahr 1945
Liste der Filmjahre

◄◄ | ◄ | 1941 | 1942 | 1943 | 1944 | Filmjahr 1945 | 1946 | 1947 | 1948 | 1949 | ► | ►►

Weitere Ereignisse

## Ereignisse
- 9. März: In Paris erlebt Marcel Carnés Film Kinder des Olymp (Les enfants du Paradis) seine Uraufführung. Der Film gilt als herausragendes Beispiel des poetischen Realismus in Frankreich.
- 27. September: Uraufführung von Rom, offene Stadt (Regie: Roberto Rossellini). Mit diesem Film erlebt der Italienische Neorealismus seinen Durchbruch.

## Erfolgreichste Filme

### Top 10 in den USA
Die zehn erfolgreichsten Filme an den US-amerikanischen Kinokassen nach Einspielergebnis.
| Platz | Filmtitel               | Einspielergebnis in US-Dollar |       |
| ----- | ----------------------- | ----------------------------- | ----- |
| 1.    | The Bells of St. Mary's | 8.000.000                     | [ 1 ] |
| 2.    | Leave Her to Heaven     | 5.500.000                     | [ 2 ] |
| 3.    | Spellbound              | 4.900.000                     | [ 2 ] |
| 4.    | The Valley of Decision  | 4.566.000                     | [ 3 ] |
| 5.    | Anchors Aweigh          | 4.498.000                     | [ 3 ] |
| 6.    | Week-End at the Waldorf | 4.364.000                     | [ 3 ] |
| 7.    | Thrill of a Romance     | 4.338.000                     | [ 3 ] |
| 8.    | The Lost Weekend        | 4.300.000                     | [ 2 ] |
| 9.    | State Fair              | 4.100.000                     | [ 2 ] |
| 10.   | The Dolly Sisters       | 4.000.000                     | [ 2 ] |

## Filmpreise

### Golden Globe Award
- Bestes Drama: Der Weg zum Glück von Leo McCarey
- Bester Schauspieler: Alexander Knox in Wilson
- Beste Schauspielerin: Ingrid Bergman in Das Haus der Lady Alquist
- Bester Nebendarsteller: Barry Fitzgerald in Der Weg zum Glück
- Beste Nebendarstellerin: Agnes Moorehead in Mrs. Parkington
- Bester Regisseur: Leo McCarey für Der Weg zum Glück

### Academy Awards
In Grauman’s Chinese Theatre in Los Angeles findet am 15. März die Oscarverleihung statt. Moderatoren sind John Cromwell und Bob Hope.
- Bester Film: Der Weg zum Glück von Leo McCarey
- Bester Hauptdarsteller: Bing Crosby in Der Weg zum Glück
- Beste Hauptdarstellerin: Ingrid Bergman in Das Haus der Lady Alquist
- Bester Regisseur: Leo McCarey für Der Weg zum Glück
- Bester Nebendarsteller: Barry Fitzgerald in Der Weg zum Glück
- Beste Nebendarstellerin: Ethel Barrymore in None But the Lonely Heart
- Beste Musik: Max Steiner für Als du Abschied nahmst
- Juvenile Award: Margaret O’Brien

Vollständige Liste der Preisträger

### New York Film Critics Circle Award
- Bester Film: Das verlorene Wochenende von Billy Wilder
- Beste Regie: Billy Wilder für Das verlorene Wochenende
- Bester Hauptdarsteller: Ray Milland in Das verlorene Wochenende
- Beste Hauptdarstellerin: Ingrid Bergman in Die Glocken von St. Marien und Ich kämpfe um dich

### Weitere Filmpreise und Auszeichnungen
- Directors Guild of America Award: Maurice Tourneur
- Louis-Delluc-Preis: Hoffnung von André Malraux und Boris Peskine
- National Board of Review: The True Glory von Garson Kanin (Bester Film), Der Mann aus dem Süden von Jean Renoir (Beste Regie), Ray Milland in Das verlorene Wochenende (Bester Hauptdarsteller), Joan Crawford in Solange ein Herz schlägt (Beste Hauptdarstellerin)
- Photoplay Award: Die Entscheidung von Tay Garnett (Bester Film), Bing Crosby (populärster männlicher Star), Greer Garson (populärster weiblicher Star)

## Geburtstage

### Januar bis März
Januar

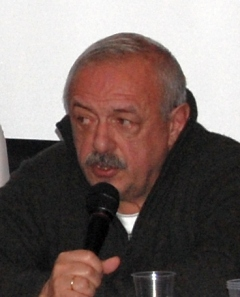
Alexander Gutman (* 29. Januar)

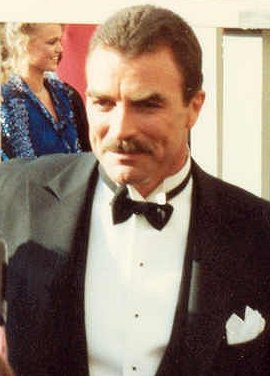
Tom Selleck (* 29. Januar)

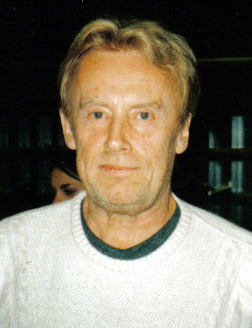
Daniel Olbrychski (* 27. Februar)

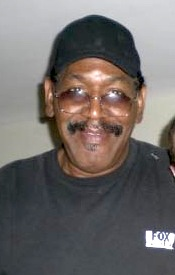
Bubba Smith (* 28. Februar)

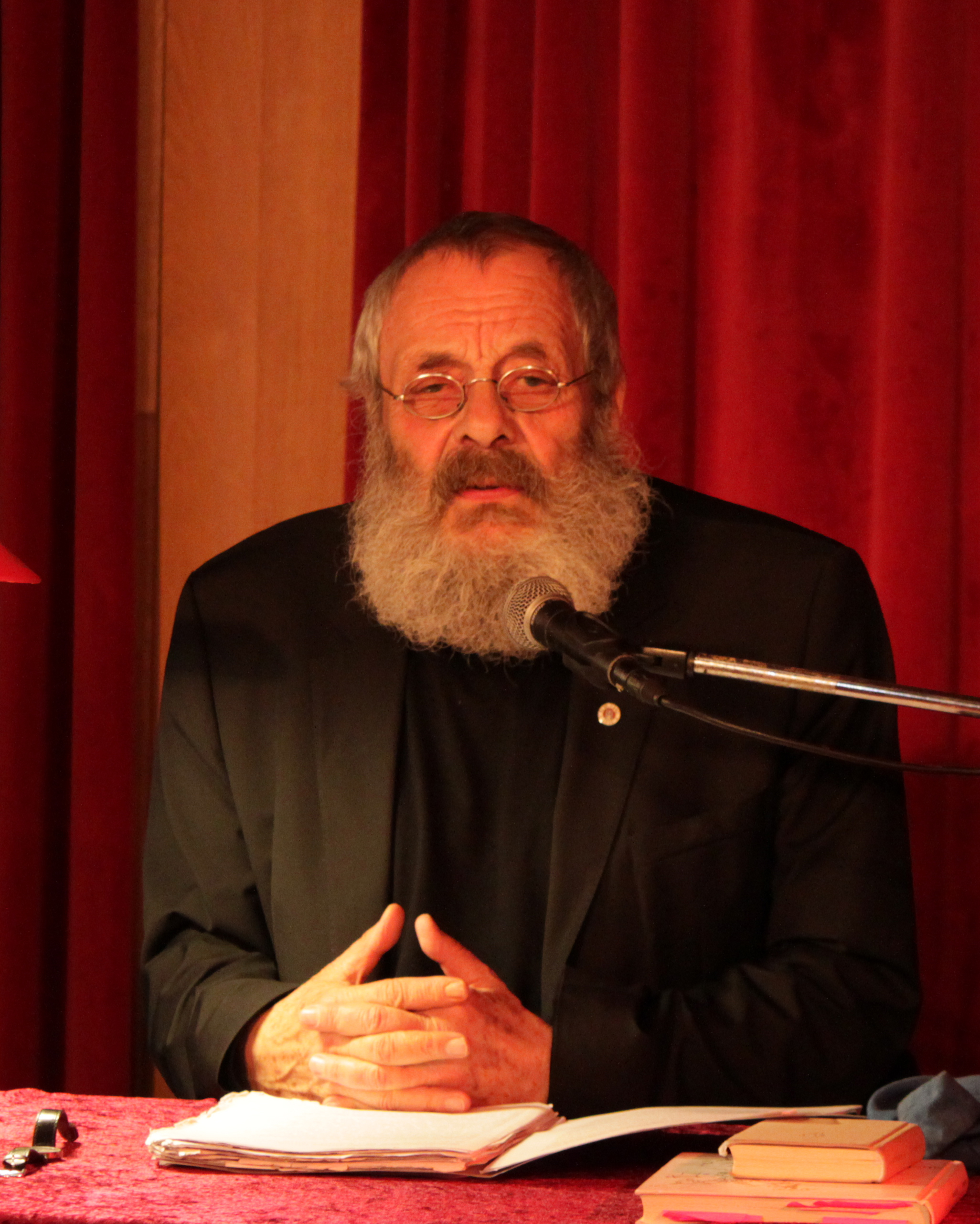
Harry Rowohlt (* 27. März)

- 05. Januar: Roger Spottiswoode, kanadischer Regisseur
- 11. Januar: Christine Kaufmann, österreichisch-deutsche Schauspielerin († 2017)
- 13. Januar: Christian Berger, österreichischer Kameramann und Regisseur
- 14. Januar: Vonetta McGee, US-amerikanische Schauspielerin († 2010)
- 20. Januar: Gianni Amelio, italienischer Regisseur
- 21. Januar: Eberhard Prüter, deutscher Schauspieler und Synchronsprecher († 2014)
- 25. Januar: Sławomir Idziak, polnischer Kameramann
- 25. Januar: Leigh Taylor-Young, US-amerikanische Schauspielerin
- 28. Januar: Marthe Keller, schweizerische Schauspielerin
- 29. Januar: Alexander Gutman, russischer Regisseur († 2016)
- 29. Januar: Maresa Hörbiger, österreichische Schauspielerin
- 29. Januar: Tom Selleck, US-amerikanischer Schauspieler
- 000Januar: Olli Maier, deutscher Schauspieler († 2011)

Februar
- 02. Februar: Robert Atzorn, deutscher Schauspieler
- 06. Februar: Michael Tucker, US-amerikanischer Schauspieler
- 07. Februar: Lauren Frost, US-amerikanische Schauspielerin
- 09. Februar: Mia Farrow, US-amerikanische Schauspielerin
- 11. Februar: Harley Cokeliss, US-amerikanischer Regisseur und Drehbuchautor
- 12. Februar: Maud Adams, schwedische Schauspielerin
- 17. Februar: Brenda Fricker, irische Schauspielerin
- 17. Februar: Calvin Jung, US-amerikanischer Schauspieler
- 19. Februar: Michael Nader, US-amerikanischer Schauspieler († 2021)
- 20. Februar: Andrew Bergman, US-amerikanischer Regisseur und Drehbuchautor
- 24. Februar: Mikael Salomon, US-amerikanischer Regisseur und Kameramann
- 27. Februar: Daniel Olbrychski, polnischer Schauspieler
- 28. Februar: Mimsy Farmer, US-amerikanische Schauspielerin
- 28. Februar: Bubba Smith, US-amerikanischer Schauspieler († 2011)

März
- 01. März: Dirk Benedict, US-amerikanischer Schauspieler
- 03. März: Hattie Winston, US-amerikanische Schauspielerin
- 04. März: Femi Benussi, italienische Schauspielerin
- 08. März: Bruce Broughton, US-amerikanischer Komponist
- 09. März: Katja Ebstein, deutsche Sängerin und Schauspielerin
- 10. März: Katharine Houghton, US-amerikanische Schauspielerin
- 11. März: Tricia O’Neil, US-amerikanische Schauspielerin
- 12. März: Jim Sharman, australischer Regisseur
- 14. März: Komaki Kurihara, japanische Schauspielerin
- 18. März: Susan Tyrrell, US-amerikanische Schauspielerin († 2012)
- 22. März: Eric Roth, US-amerikanischer Drehbuchautor
- 24. März: Curtis Hanson, US-amerikanischer Regisseur († 2016)
- 27. März: Harry Rowohlt, deutscher Schauspieler († 2015)
- 28. März: Carol Rubin, US-amerikanische Produzentin († 2001)
- 31. März: Valerie Curtin, US-amerikanische Schauspielerin und Drehbuchautorin

### April bis Juni
April

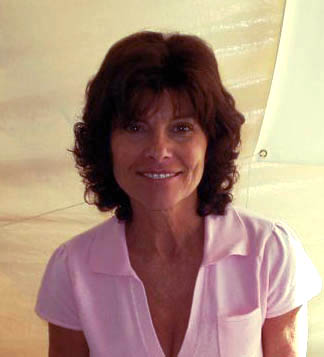
Adrienne Barbeau (* 11. Juni)

- 02. April: Linda Hunt, US-amerikanische Schauspielerin
- 07. April: Werner Schroeter, deutscher Regisseur († 2010)
- 08. April: Michael Hanemann, deutscher Schauspieler
- 11. April: Christian Quadflieg, deutscher Schauspieler, Regisseur und Rezitator († 2023)
- 11. April: Angela Scoular, britische Schauspielerin († 2011)
- 13. April: Tony Dow, US-amerikanischer Schauspieler, Filmproduzent, Fernsehregisseur und Drehbuchautor († 2022)
- 20. April: Michael Brandon, US-amerikanischer Schauspieler
- 25. April: Geriet Schieske, deutscher Regisseur, Schauspieler und Autor († 2023)
- 26. April: Winfried Glatzeder, deutscher Schauspieler

Mai
- 06. Mai: Felix von Manteuffel, deutscher Schauspieler
- 17. Mai: Renate Krößner, deutsche Schauspielerin († 2020)
- 21. Mai: Richard Hatch, US-amerikanischer Schauspieler († 2017)
- 24. Mai: Priscilla Presley, US-amerikanische Schauspielerin
- 25. Mai: Hersha Parady, US-amerikanische Schauspielerin († 2023)
- 26. Mai: René Féret, französischer Regisseur († 2015)
- 27. Mai: Kip Niven, US-amerikanischer Schauspieler († 2019)
- 31. Mai: Rainer Werner Fassbinder, deutscher Regisseur († 1982)

Juni
- 06. Juni: David Dukes, US-amerikanischer Schauspieler († 2000)
- 08. Juni: Jack Sholder, US-amerikanischer Regisseur und Drehbuchautor
- 11. Juni: Adrienne Barbeau, US-amerikanische Schauspielerin
- 22. Juni: Tom Sherak, US-amerikanischer Produzent und Funktionär († 2014)
- 29. Juni: Andrea Jonasson, deutsche Schauspielerin

### Juli bis September
Juli

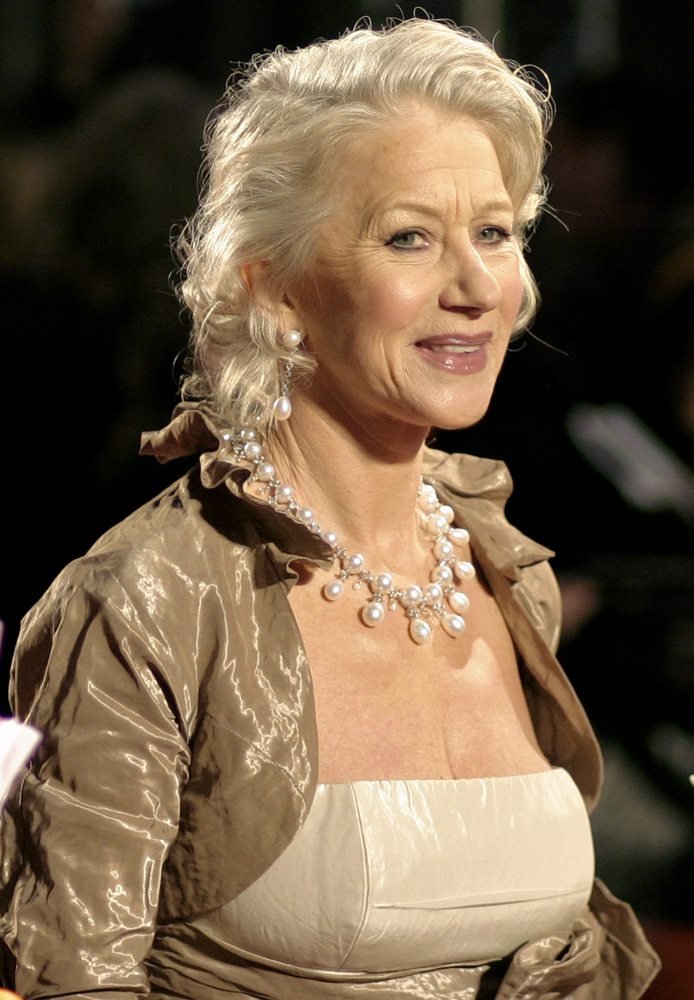
Helen Mirren (* 26. Juli)

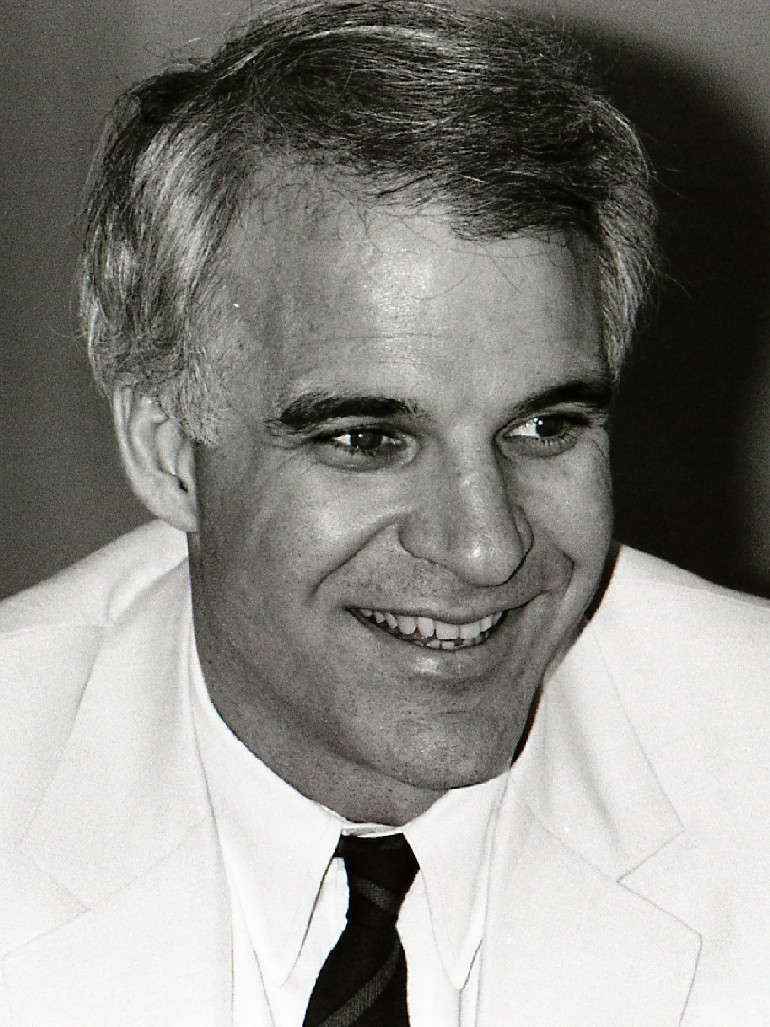
Steve Martin (* 14. August)

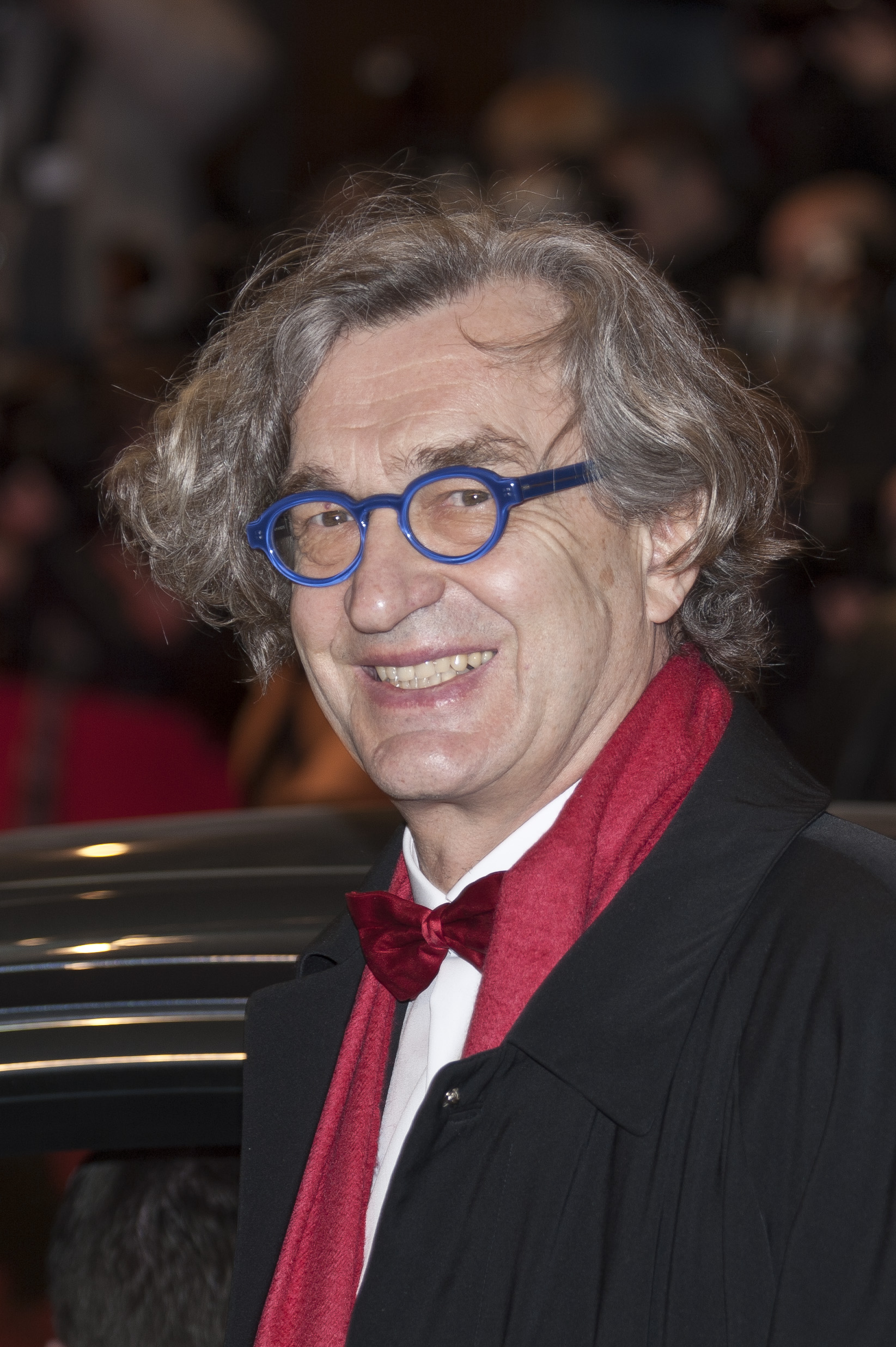
Wim Wenders (* 14. August)

- 05. Juli: Michael Blake, US-amerikanischer Drehbuchautor und Regisseur († 2015)
- 08. Juli: Schanna Friske, russische Schauspielerin († 2015)
- 10. Juli: Ron Glass, US-amerikanischer Schauspieler († 2016)
- 19. Juli: George Dzundza, US-amerikanischer Schauspieler
- 23. Juli: Edie McClurg, US-amerikanische Schauspielerin
- 24. Juli: Linda Harrison, US-amerikanische Schauspielerin
- 25. Juli: Tamara Ustinov, britische Schauspielerin
- 26. Juli: Helen Mirren, britische Schauspielerin

August
- 02. August: Joanna Cassidy, US-amerikanische Schauspielerin
- 05. August: Loni Anderson, US-amerikanische Schauspielerin († 2025)
- 06. August: Christian Gasc, französischer Kostümbildner († 2022)
- 07. August: Caroline Cellier, französische Schauspielerin († 2020)
- 14. August: Steve Martin, US-amerikanischer Schauspieler
- 14. August: Wim Wenders, deutscher Regisseur
- 15. August: Nigel Terry, britischer Schauspieler († 2015)
- 16. August: Bob Balaban, US-amerikanischer Schauspieler
- 21. August: Patty McCormack, US-amerikanische Schauspielerin
- 23. August: Carmen-Maja Antoni, deutsche Schauspielerin
- 23. August: Bob Peck, britischer Schauspieler († 1999)
- 24. August: Ronee Blakley, US-amerikanische Country-Sängerin und Schauspielerin
- 24. August: Cástulo Guerra, argentinischer Schauspieler
- 27. August: Marianne Sägebrecht, deutsche Schauspielerin
- 28. August: Robert Greenwald, US-amerikanischer Regisseur und Produzent
- 29. August: Harry S. Morgan, deutscher Regisseur und Produzent († 2011)

September
- 04. September: Philippe Rousselot, französischer Kameramann
- 08. September: Willard Huyck, US-amerikanischer Regisseur und Drehbuchautor
- 11. September: Felton Perry, US-amerikanischer Schauspieler
- 12. September: Maria Aitken, irische Schauspielerin
- 14. September: Jerzy Zelnik, polnischer Schauspieler
- 15. September: Carmen Maura, spanische Schauspielerin
- 15. September: Ron Shelton, US-amerikanischer Drehbuchautor und Regisseur
- 17. September: Bruce Spence, australischer Schauspieler
- 17. September: Heinz Marecek, österreichischer Schauspieler, Regisseur und Kabarettist
- 18. September: Uwe Karpa, deutscher Schauspieler, Kabarettist und Synchronsprecher
- 21. September: Jerry Bruckheimer, US-amerikanischer Produzent
- 22. September: Paul Le Mat, US-amerikanischer Schauspieler
- 23. September: Paul Petersen, US-amerikanischer Schauspieler
- 24. September: Catherine Burns, US-amerikanische Schauspielerin († 2019)
- 26. September: Ariel Zeitoun, französischer Produzent
- 29. September: Marianne Mendt, österreichische Schauspielerin

### Oktober bis Dezember
Oktober

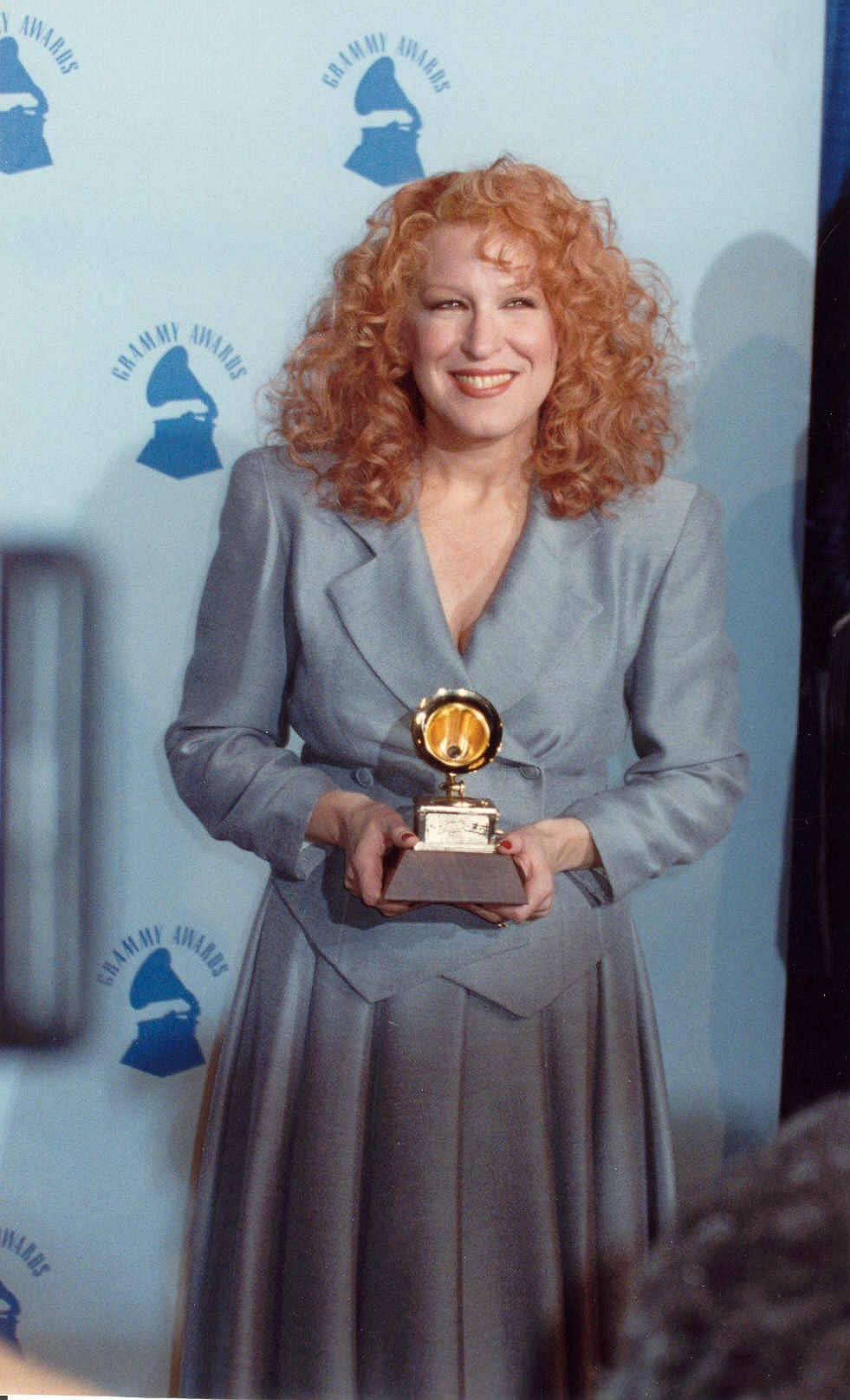
Bette Midler (* 1. Dezember)

- 01. Oktober: Patty Shepard, US-amerikanische Schauspielerin († 2013)
- 19. Oktober: John Lithgow, US-amerikanischer Schauspieler
- 21. Oktober: Everett McGill, US-amerikanischer Schauspieler
- 21. Oktober: Nikita Michalkow, russischer Schauspieler und Regisseur
- 25. Oktober: Krzysztof Piesiewicz, polnischer Drehbuchautor
- 25. Oktober: David S. Ward, US-amerikanischer Drehbuchautor und Regisseur
- 26. Oktober: Pat Conroy, US-amerikanischer Drehbuchautor († 2016)
- 31. Oktober: Brian Doyle-Murray, US-amerikanischer Schauspieler

November
- 08. November: Angela Scoular, britische Schauspielerin († 2011)
- 10. November: Terence Davies, britischer Regisseur und Drehbuchautor († 2023)
- 14. November: Paul Hirsch, US-amerikanischer Filmeditor
- 15. November: Roger Donaldson, neuseeländischer Regisseur
- 15. November: Bob Gunton, US-amerikanischer Schauspieler
- 15. November: Ferdi Tayfur, türkischer Sänger und Schauspieler († 2025)
- 16. November: Steve Railsback, US-amerikanischer Schauspieler
- 17. November: Roland Joffé, britischer Regisseur
- 19. November: Paula Weinstein, US-amerikanische Fernseh- und Filmproduzentin († 2024)
- 21. November: Goldie Hawn, US-amerikanische Schauspielerin
- 26. November: Daniel Davis, US-amerikanischer Schauspieler
- 30. November: Billy Drago, US-amerikanischer Schauspieler († 2019)

Dezember
- 01. Dezember: Bette Midler, US-amerikanische Schauspielerin und Sängerin
- 02. Dezember: Lisa Kreuzer, deutsche Schauspielerin
- 05. Dezember: Howard E. Smith, US-amerikanischer Filmeditor
- 06. Dezember: Shekhar Kapur, indischer Regisseur und Schauspieler
- 06. Dezember: James Naughton, US-amerikanischer Schauspieler
- 07. Dezember: W. D. Richter, US-amerikanischer Drehbuchautor
- 09. Dezember: Andrew Birkin, britischer Regisseur
- 09. Dezember: Michael Nouri, US-amerikanischer Schauspieler
- 11. Dezember: Zienia Merton, britische Schauspielerin († 2018)
- 17. Dezember: Ernie Hudson, US-amerikanischer Schauspieler
- 21. Dezember: Dietmar Mues, deutscher Schauspieler und Drehbuchautor († 2011)
- 24. Dezember: Nicholas Meyer, US-amerikanischer Drehbuchautor und Regisseur
- 25. Dezember: Rick Berman, US-amerikanischer Produzent
- 27. Dezember: Mark Johnson, US-amerikanischer Produzent
- 30. Dezember: Lloyd Kaufman, US-amerikanischer Produzent, Regisseur und Schauspieler
- 30. Dezember: Concetta Tomei, US-amerikanische Schauspielerin
- 31. Dezember: Barbara Carrera, US-amerikanische Schauspielerin
- 31. Dezember: Vernon Wells, australischer Schauspieler

## Verstorbene

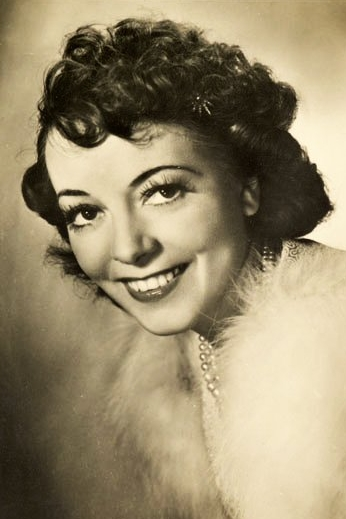
Lizzi Waldmüller († 8. April)

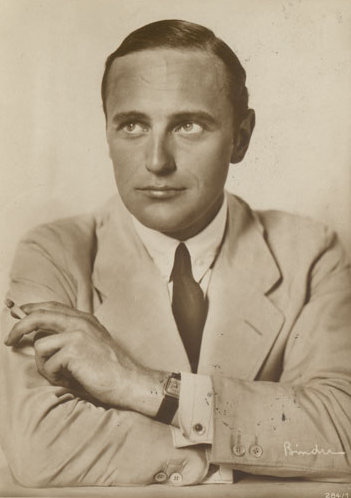
Harry Liedtke († 28. April)

### Januar bis Juni
- 13. Januar: Heinrich Schroth, deutscher Schauspieler (* 1871)
- 28. Januar: Ludwig Schaschek, österreichischer Kameramann (* 1888)

- 07. Februar: Max Bing, deutscher Schauspieler (* 1885)
- 23. Februar: Karl Künzel, österreichischer Produktionsleiter (* 1889)

- 04. März: Lucille La Verne, US-amerikanische Schauspielerin (* 1872)
- 04. März: Mark Sandrich, US-amerikanischer Regisseur (* 1900)
- 14. März: Alexander Granach, deutscher Schauspieler (* 1890)
- 15. März: Henry Victor, britisch-amerikanischer Schauspieler (* 1892)

- 08. April: Roland Betsch, deutscher Schriftsteller und Dramatiker (* 1888)
- 08. April: Lizzi Waldmüller, österreichische Schauspielerin (* 1904)
- 12. April: Emil Stepanek, österreichischer Filmarchitekt (* 1895)
- 20. April: Hans Steinhoff, deutscher Regisseur (* 1882)
- 27. April: Ernst Hofmann, deutscher Schauspieler (* 1890)
- 28. April: Harry Liedtke, deutscher Schauspieler (* 1882)
- 28. April: Christa Tordy, deutsche Schauspielerin (* 1903)
- 29. April: Hans Brausewetter, deutscher Schauspieler (* 1899)
- 30. April: Werner Scharf, deutscher Schauspieler (* 1906)
- 30. April: Hans Adalbert Schlettow, deutscher Schauspieler (* 1888)

- 04. Mai: Karl Dannemann, deutscher Schauspieler (* 1896)
- 17. Mai: Bobby Hutchins, US-amerikanischer Schauspieler (* 1925)

### Juli bis Dezember
- 13. Juli: Alla Nasimowa, US-amerikanische Schauspielerin (* 1879)
- 20. Juli: Paul Valéry, französischer Schriftsteller (* 1871)

- 09. August: Jakow Protasanow, russischer Regisseur (* 1881)

- 03. September: Artur Guttmann, österreichischer Komponist (* 1891)
- 26. September: Alexander Chanschonkow, russischer Filmpionier (* 1877)

- 13. Oktober: Heinz Salfner, deutscher Schauspieler (* 1877)
- 27. Oktober: Hanns Schwarz, österreichischer Filmregisseur (* 1888)
- 30. Oktober: Georg Alexander, deutscher Schauspieler, Produzent und Regisseur (* 1888)

- 11. November: Jerome Kern, US-amerikanischer Komponist (* 1885)
- 12. November: Jaro Fürth, österreichischer Schauspieler (* 1871)
- 13. November: Josef Eichheim, deutscher Schauspieler (* 1888)
- 16. November: Jenő Janovics, ungarischer Filmpionier (* 1872)
- 21. November: Robert Benchley, US-amerikanischer Schauspieler und Autor (* 1889)

- 08. Dezember: Adolphe Engers, niederländischer Schauspieler (* 1884)
- 13. Dezember: Leopold Jessner, deutscher Regisseur (* 1878)
- 15. Dezember: Carl Haacker, deutscher Szenenbildner (* 1890)